# Ahmed Abdel-Ghani
Ahmed Abdel-Ghani (Minya, 1 december 1981) is een Egyptisch voetballer. Hij speelt als aanvaller voor Haras El Hodood en voor Egypte.

## Carrière
| Seizoen         | Club       | Wedstrijden | Goals |
| --------------- | ---------- | ----------- | ----- |
| El Minya        | 2001-2005  | 54          | 19    |
| Haras El Hodood | 2005-heden | 102         | 41    |

## Confederations Cup 2009
| Toernooi                | Doelpunten | Tegenstander     | Uitslag |
| ----------------------- | ---------- | ---------------- | ------- |
| Confederations Cup 2009 | 0          | Verenigde Staten | 0-3     |

## Erelijst
- Egyptische supercup 2009
- Egyptische beker 2009